# Роздрібна торгівля

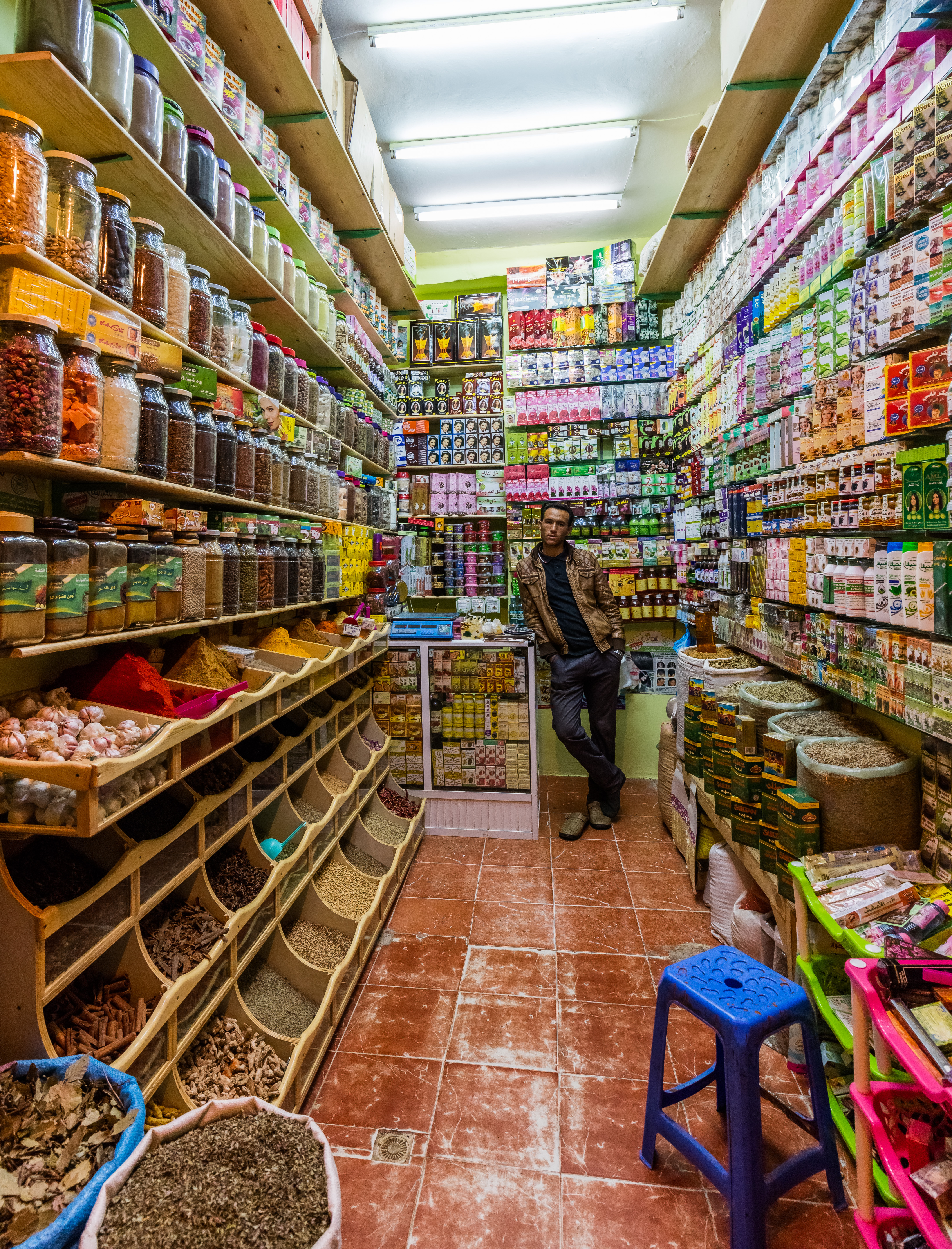
Магазин продуктів і косметики в Танжер, Марокко

Роздрібна́ торгі́вля (у ро́здріб, на ро́здріб, ритейл) — тип торгівлі товарами, а також виконання певних послуг, де покупцем є кінцевий споживач, фізична чи юридична особа.
Метою придбання товару у роздріб є задоволення особистих потреб покупця, членів його родини (якщо це фізична особа), або ж працівників фірми (якщо це юридична особа) за рахунок споживання купленого товару.
Роздрібна торгівля — це діяльність щодо продажу товарів безпосередньо громадянам та іншим кінцевим споживачам для їх особистого некомерційного використання незалежно від форми розрахунків, у тому числі в ресторанах, кафе, барах, інших суб'єктах господарської діяльності.
В Україні на практиці існує недосконалість цього терміна. Наприклад, чи можна визначити, яку ліцензію повинний мати продавець у випадку придбання платником єдиного податку кількох ящиків горілки? Якщо цей платник бере товар для перепродажу, — то гуртову, а якщо для власних потреб — то роздрібну. А тому, якщо відсутня відповідна ліцензія, є всі підстави застосувати до продавця санкції, передбачені ст. 156 КУпАП.
Мета купівлі товару є вагомою для маркетології. Купівельні мотиви є визначним чинником для сегментації ринку та визначення цільової групи споживачів.
На відміну від гуртової торгівлі товар, куплений в системі роздрібної торгівлі, не підлягає подальшому перепродажу, а призначений для безпосереднього використання.

## Види роздрібної торгівлі
Існують такі формати роздрібної торгівлі:
- дискаунтер
- все для дому
- супермаркет
- гіпермаркет
- cash&carry
- універсам
- універмаг
- Роздрібні крамниці, що торгують за готівковий розрахунок і без доставки — великі крамниці з низьким рівнем обслуговування, які пропонують дуже великий асортимент товару і надають знижки на велику партію товару.
- Роздрібні торговельні підприємства з обмеженим обслуговуванням — роздрібні крамниці, які пропонують покупцям обмежений спектр послуг.
- Роздрібні торговельні підприємства з повним обслуговуванням — роздрібні крамниці, які пропонують покупцям повний набір послуг.
- Роздрібні торговельні підприємства самообслуговування — роздрібні крамниці, які пропонують дуже маленький перелік послуг або не пропонують їх узагалі; покупці самостійно шукають, порівнюють і підбирають товар.
- Клуб-склади або клуб гуртовиків — підприємство роздрібної торгівлі за низькими цінами, яке торгує обмеженою номенклатурою марочних бакалійних товарів, електропобутовими приладами, одягом та іншими товарами, надаючи істотну знижку членам таких клубів, тому що вони платять щорічні членські внески.

## Дрібнороздрібна торгівля
Дрібнороздрібна торгівля — форма поза магазинного продажу товарів, при якій відсутній торговельний зал для споживачів.
В дрібнороздрібній торговельній мережі продаж товарів здійснюється через кіоски, ларі, ларки, палатки, павільйони для сезонного продажу товарів, автомагазини, автокафе, авторозвозки, автоцистерни, лавки-автопричепи, візки, спеціальне технічне обладнання (низькотемпературні лотки-прилавки), розноски, лотки, столики.

## Функції роздрібної торгівлі
Роздрібні торгівці виконують низку функцій, які збільшують цінність надаваних ними товарів і послуг. Зазвичай це такі функції:
- забезпечення певного асортименту товарів і послуг;
- дроблення партій товару, що надходять у роздрібну торговельну мережу;
- зберігання запасів;
- забезпечення сервісу;
- збільшення цінності товарів і послуг.

Реклама для споживача — комерційне повідомлення, адресоване кінцевому і безпосередньому споживачу (населенню), що інформує його про якість і особливі властивості рекламованого товару чи послуги. Реклама для споживача широко використовує емоційні способи впливу на покупця, у тому числі на підкіркову свідомість.
Кругообіг роздрібної торгівлі — концепція розвитку роздрібної торгівлі. Вона полягає в тому, що нові роздрібні торговці зазвичай починають свою діяльність з торгових операцій нижчого рівня, котрі характеризуються низьким прибутком і низькою ціною, а згодом включаються в торгові операції з вищими цінами та більшим набором послуг, стаючи, по суті, такими самими традиційними роздрібними торговцями, як і ті, кого вони замінили.